# Data General Eclipse
De Data General Eclipse is een serie 16 bit-minicomputers die ontworpen, gefabriceerd en verkocht werd door het Amerikaanse bedrijf Data General. De Eclipse werd als de opvolger van de Nova in 1974 geïntroduceerd, had een veel grotere geheugencapaciteit en kon Nova-code zonder aanpassingen uitvoeren. In 1980 kreeg de Eclipse een 32-bits uitbreiding met de Eclipse MV-serie.

## Geschiedenis
De Eclipse-serie werd in oktober 1974 aangekondigd. Net als de Nova, die ontworpen was om sneller en goedkoper te zijn dan de PDP-8, was de Eclipse bedoeld om te concurreren met de grotere PDP-11-computers van DEC.
Productieproblemen met de Eclipse leidden eind jaren zeventig tot een stortvloed aan rechtszaken, nadat vele machines die door klanten besteld waren niet geleverd raakten. Na meer dan een jaar wachten besloten sommigen het bedrijf aan te klagen, terwijl anderen hun bestellingen gewoon annuleerden en het bedrijf de rug toekeerden.

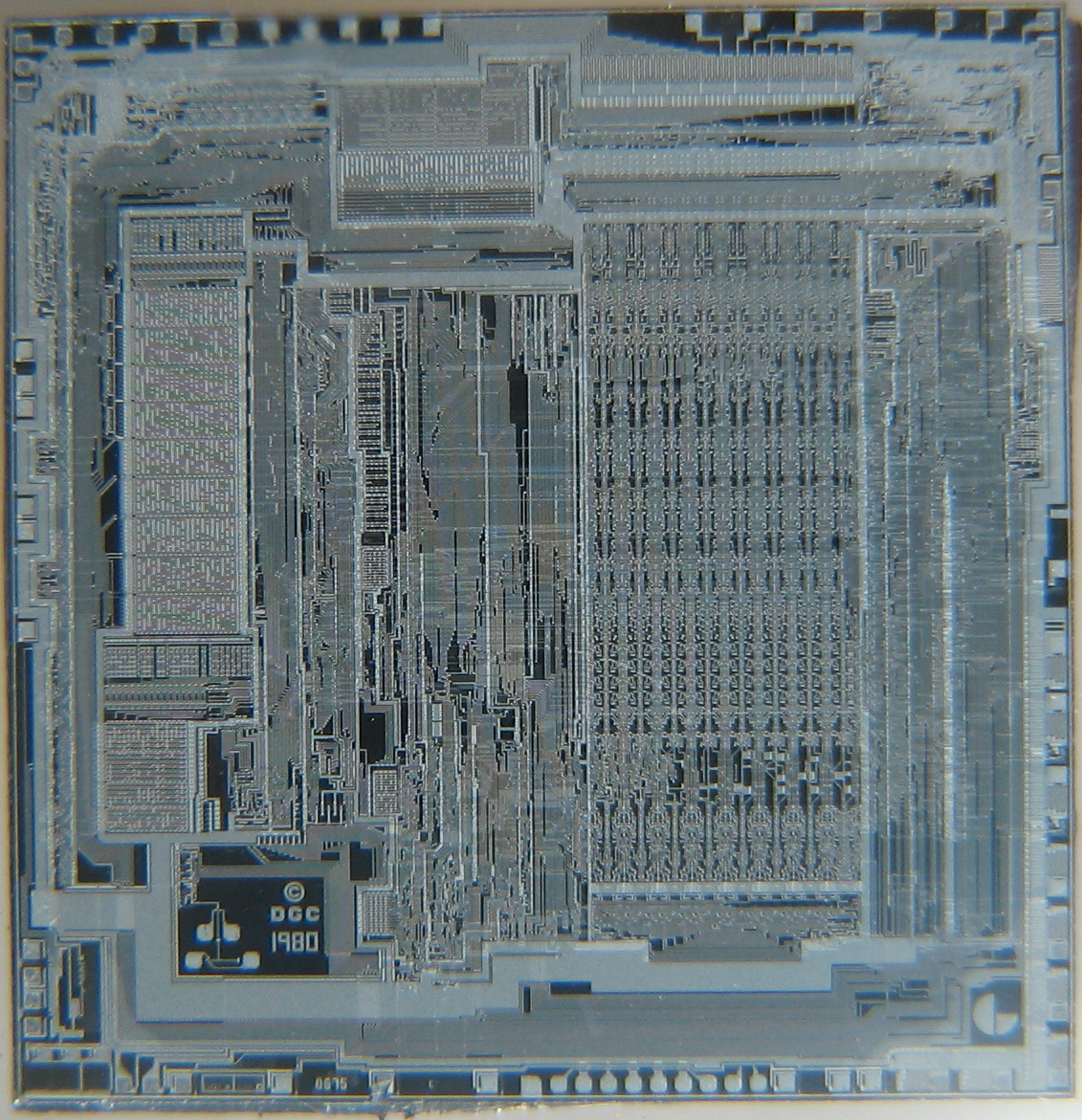
MicroEclipse microprocessor

Begin jaren tachtig was Data General erin geslaagd om de Eclipse-processor te reduceren tot één chip: de MicroEclipse. De eerste Eclipse-modellen op basis van deze microprocessor werden in 1982 geïntroduceerd. De MicroEclipse werd vanaf 1983 ook gebruikt in de Desktop Generation.
Het leek erop dat de Eclipse oorspronkelijk bedoeld was om de Nova volledig te vervangen, wat ook blijkt uit het feit dat de Nova 3-serie die tegelijkertijd werd uitgebracht het jaar daarop werd uitgefaseerd. De sterke aanhoudende marktvraag resulteerde echter in de Nova 4, mogelijk als gevolg van de aanhoudende problemen met de Eclipse.

## Ontwerp
De Eclipse was gebaseerd op veel van dezelfde concepten als de Nova maar bevatte ondersteuning voor virtueel geheugen en multitasking, kenmerken die geschikter waren voor een kantooromgeving dan voor een laboratorium. Om die reden kregen bepaalde modellen een staande behuizing ter grootte van een kleine koelkast in plaats van een rackmount-behuizing.
De processor behield de eenvoudige registerarchitectuur van de Nova, maar voegde een stackpointer toe die in de Nova ontbrak. De stackpointer deed in 1975 alsnog zijn intrede in de Nova 3 en werd ook gebruikt in de latere 32-bit Eclipse MV/8000.
De Eclipse beschikte over een optionele floating-point unit en een writable control store die gebruikers in staat stelde om via microcode hun eigen instructies toe te voegen aan de instructieset.
Er bestonden twee uitvoeringen: de S-reeks (Scientific) en de C-reeks (Commercial). De C-reeks had een zogenaamde commerciële instructieset die de processor in staat stelde om operaties uit te voeren op datatypes die vaak voorkomen in commerciële omgevingen, zoals operaties op strings en zwevendekommagetallen en conversies tussen decimale getallen en strings.
Het AOS-besturingssysteem was met ACL's voor bestandsbeveiliging behoorlijk geavanceerd in vergelijking met het aanbod voor de PDP-11.

## Modellen

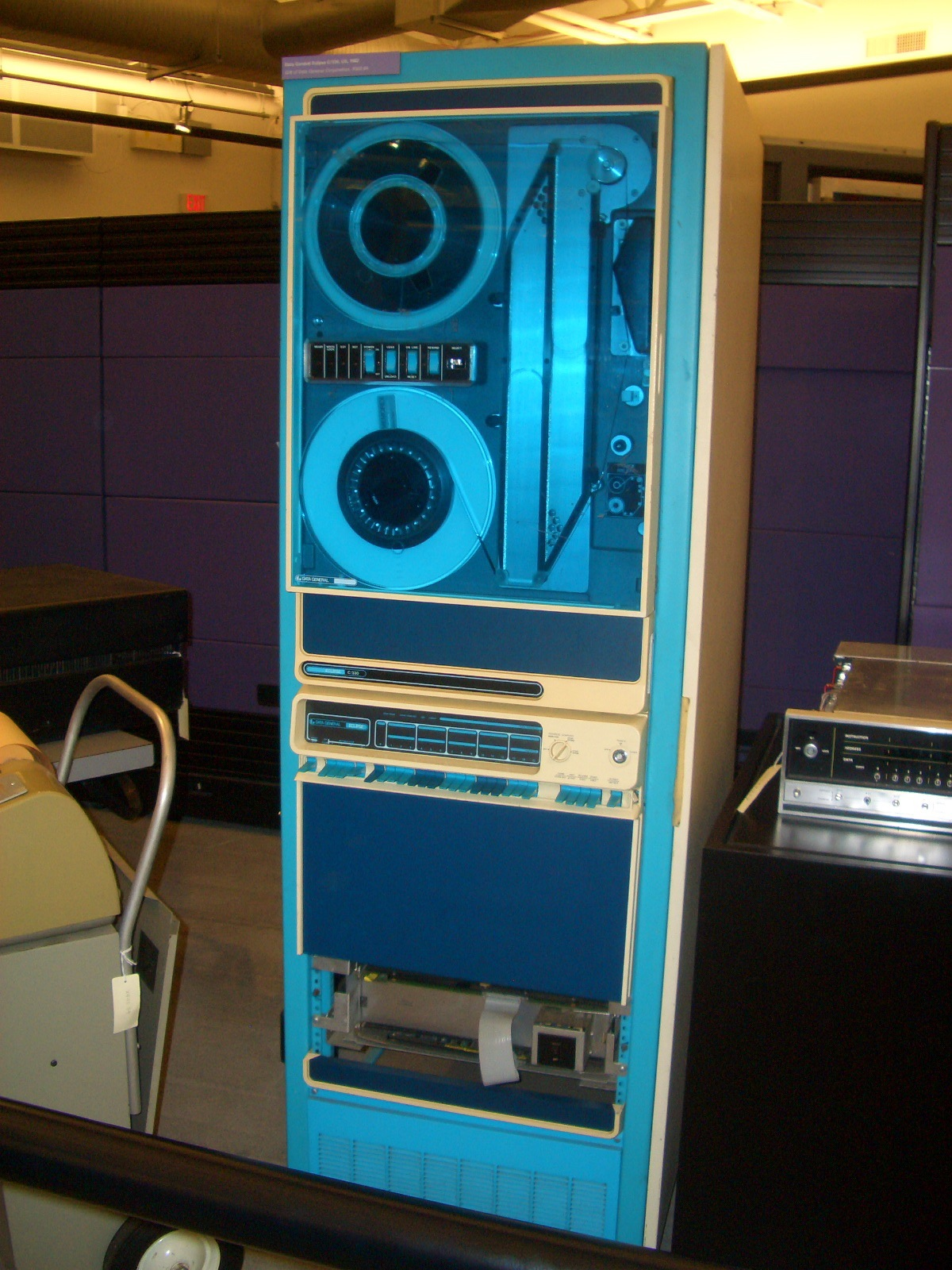
Eclipse C/330 in het Computer History Museum

De eerste modellen in de serie waren de compacte S/100 en de grotere S/200 uit 1974. Deze werden meestal geleverd in een 19 inchrek met een diskdrive en een tapedrive. De C/300 met de commerciële instructieset volgde in 1975.
In 1976 werden de S/230 en de C/330 geïntroduceerd als upgrade van respectievelijk de S/200 en de C/300, waarbij de geheugencapaciteit van de systemen verdubbeld werd.
De S/130 uit 1977 consolideerde de meeste functies in een nieuwe "baseline"-configuratie. Het was ook de eerste machine die een consolepaneel met LED's had.
In 1978 werd het aanbod uitgebreid met de grote M/600 mini-mainframe, die over demand paging hardware beschikte en tot 64 computerterminals kon bedienen.
De eerste exemplaren van de S/250, de C/350 en de C/150 werden in 1979 geleverd. De S/140 die eveneens uit 1979, was een nieuw ontwerp en werd ook als de Nova 4 verkocht. Beide machines waren identiek, op de microcode na.
In 1982 kwamen de compacte S/20 en de grotere S/120 op de markt. Beide machines gebruikten de MicroEclipse-microprocessor.
De S/280 uit 1983 kreeg een technologie-update en was daardoor zo'n 50% sneller dan de S/250. Een jaar later kreeg ook de C-reeks een nieuw high-endsysteem met de C/380.
Het laatste Eclipse-systeem was de DG/500 uit 1988, een goedkoop MicroEclipse-gebaseerd multi-user instapmodel in een desktopbehuizing.

## Trivia
De originele Cray-1 gebruikte een Eclipse als Maintenance and Control Unit (MCU). De Eclipse was geconfigureerd met twee Ampex-CRT's, een 80 MB Ampex-diskdrive, een thermische printer en een 9-track tape-drive. Het primaire doel was een image van het Cray Operating System te downloaden of technische diagnoses bij de klant uit te voeren tijdens het opstarten. Eenmaal opgestart fungeerde de Eclipse als een status- en controleconsole voor de Cray-1.